# Agoston Haraszthy
Agoston Haraszthy (Pest, 30 août 1812 - Corinto, 6 juillet 1869) est un noble hongrois américain, aventurier, voyageur, écrivain, constructeur de villes et vigneron.

## Biographie
Il a été le premier Hongrois à s'installer définitivement aux États-Unis et le deuxième à écrire un livre sur le pays dans sa langue maternelle. Il est le fondateur du plus ancien village incorporé de l'État. Il a également exploité le premier bateau à vapeur commercial sur le haut Mississippi. À San Diego, il est connu comme le premier maréchal de la ville et le premier shérif du comté. 

### Viticulture
Il fut pionnier dans le Wisconsin et en Californie, et a été souvent appelé le « père de la viticulture californienne » ou le « père de la vinification moderne en Californie ». 
Il est l'un des premiers hommes à planter des vignobles dans le Wisconsin, il fut le fondateur de la cave Buena Vista à Sonoma, en Californie, et un des premiers écrivains sur le vin et la viticulture en Californie.
En Californie, il a introduit plus de trois cents variétés de raisin européen.